# 안성 구장리 석조여래입상
안성 구장리 석조여래입상은 경기도 안성시 양성면 구장리에 있는 석불이다. 2001년 9월 7일 안성시의 향토유적 제39호로 지정되었다.

## 개요
이 석조여래입상은 양성면 구장리 마을 입구에 수백년 된 느티나무 옆에 있으며, 마을 사람들은 이를 미륵불로 신봉하고 있다. 고려시대에 이 마을이 형성되면서 남녀 한 쌍의 미륵불이 홍수로 떠내려가 덕봉 1리 입구에 묻혀 있고, 현재는 남 미륵만이 이곳에 있다고 전하여오나 풍화도(風化度)나 미륵의 도상(圖像)으로 볼 때, 근대에 새로 모신 불상으로 생각된다. 
양성면 석조여래입상은 화강암 판석을 다듬어 주형광배(柱形光背)를 갖춘 여래입상이며, 고부조(高浮彫)로 조각한 것으로 큰 눈과 납작한 코와 튀어나온 일자 입술, 짧은 턱, 늘어진 귀를 갖춘 다소 갸름한 얼굴에 소발(素髮)의 육계를 보이고 있다. 목에는 삼도가 뚜렷하고, 각이 진 어깨에 신체에 비해 팔과 손이 유난히 가늘고 작아 왜소한 느낌을 준다. 
수인(手印)은 오른손으로 시무외인(施無畏印)을 짓고, 왼손으로는 여원인(黎元印)을 짓고 있는데, 본래 신체보다 앞으로 나와야 할 수인 자체를 신체와 붙여서 부조로 조각한 관계로 어색해 보인다. 불신(佛身)에 걸쳐진 통견의 법의는 양팔에서 계단식 주름을 형성하고 복부에서는 U자형 의문을 형성하고 있다.

## 참고 문헌
- 양성석조여래입상 - 안성문화관광 - 시지정문화재